# توماس وايت (لاعب كريكت)
توماس وايت (3 يوليو 1892 في المملكة المتحدة - 7 مايو 1979 في المملكة المتحدة) (بالإنجليزية: Thomas White)‏ هو لاعب كريكت بريطاني وبريطاني (وحمل سابقاً جنسية المملكة المتحدة لبريطانيا العظمى وأيرلندا). لعب مع نادي مقاطعة ساسكس للكركيت ‏.

## وصلات خارجية
- توماس وايت على موقع إي آس بي آن كريك إنفو (الإنجليزية)